# Онор Блекман
Онор Блекман (англ. Honor Blackman; 22 серпня 1925, Лондон — 5 квітня 2020, Льюїс, Східний Сассекс) — британська акторка театру, кіно та телебачення.

## Життєпис
Народилася 22 серпня 1925 року у Лондоні в родині статистика. Акторську майстерність вивчала у Гілдголській школі музики та театру. Її кінодебют відбувся 1947 року у стрічці «В ім'я слави». У 1950-х роках вона була досить затребувана як акторка, з'явившись у фільмах «Так довго на ярмарку» (1950), «Зелений дикий очерет» (1950), «Плями крові на Місяці» (1951), «Загибель «Титаніка» (1958), «Містер Піткін у тилу ворога» (1959) та багатьох інших.
Справжня популярність прийшла до неї 1962 року з роллю Кеті Гейл у британському телесеріалі «Месники» (The Avengers). Саме успіх цього серіалу спонукав продюсера Альберта Брокколі запросити акторку на роль Пуссі Галор, дівчини Джеймса Бонда, у фільмі «Голдфінгер» (1964).
Найвідомішими в списку її акторських робіт є ролі у фільмах «Ясон і аргонавти» (1963), «Шалако» (1968), «Битва за Рим» (1968), «Мумія: Принц Єгипту» (1998), «Щоденник Бріджит Джонс» (2001), у телесеріалах «Коломбо» та «Доктор Хто». 2002 року Блекман, наряду з Діаною Рігг, Джоанною Ламлі та Ліндою Торсон була нагороджена Спеціальною премією BAFTA за участь в серіалі «Месники».
Окрім ролей у кіно та на телебаченні, Онор Блекман протягом багатьох років залишалася активною на театральній сцені. Неодноразово з'являлася в різних хітах на Вест-Енді, а також часто брала участь в театральних турне Великою Британією.
Онор Блекман двічі була у шлюбі, кожен з яких завершився розлученням: першим її чоловіком був Білл Сенкей (1948—1956), другим — британський актор Моріс Кауфман (1961—1975). Спільно з другим чоловіком акторка всиновила двох дітей — Лотті (1967) та Барнабі (1968).
Акторка була прихильницею республіканського правління у Великій Британії. 2002 року вона відмовилася від пожалуваного їй титулу командора ордена Британської імперії.
Онор Блекман померла 5 квітня 2020 року у місті Льюїс, Східний Сассекс, в 94-річному віці.

## Вибрана фільмографія
| Рік  |    | Українська назва               | Оригінальна назва                  | Роль                   |
| ---- | -- | ------------------------------ | ---------------------------------- | ---------------------- |
| 1949 | ф  | Змовник                        | Conspirator                        | Джойс                  |
| 1958 | ф  | Загибель «Титаніка»            | A Night to Remember                | Ліз Лукас              |
| 1958 | ф  | Містер Піткін у тилу ворога    | The Square Peg                     | Леслі Картленд         |
| 1962 | с  | Месники                        | The Avengers                       | Кеті Гейл              |
| 1963 | ф  | Ясон і аргонавти               | Jason and the Argonauts            | Гера                   |
| 1964 | ф  | Голдфінгер                     | Goldfinger                         | Пуссі Галор            |
| 1968 | ф  | Шалако                         | Shalako                            | леді Джулія Даггетт    |
| 1968 | ф  | Берег Скелетів                 | A Twist of Sand                    | Джулі                  |
| 1968 | ф  | Битва за Рим                   | Kumpf um Rom                       | Амаласунта             |
| 1969 | ф  | Битва за Рим 2                 | Kumpf um Rom 2                     | Амаласунта             |
| 1969 | ф  | Лола                           | Lola (Twinky)                      | Мама                   |
| 1972 | с  | Коломбо: З любові до мистецтва | Colombo: Dagger of the Mind        | Ліліан Стенгоуп        |
| 1976 | ф  | Дочка Сатани                   | To the Devil a Daughter            | Анна Фонтейн           |
| 1983 | тф | Таємничий супротивник          | The Secret Adversary               | Ріта Вандемейєр        |
| 1983 | тф | Орфей у пеклі                  | Orpheus in the Underworld          | Юнона                  |
| 1986 | с  | Доктор Хто: Терор Вервоїдів    | Doctor Who: Terror of the Vervoids | професор Ласкі         |
| 1998 | ф  | Мумія: Принц Єгипту            | Tale of the Mummy                  | капітан Ши             |
| 1999 | ф  | Прогулянка з левами            | To Walk with Lions                 | Джой Адамсон           |
| 2001 | ф  | Щоденник Бріджит Джонс         | Bridget Jones's Diary              | Пенні Хасбендс-Босворт |
| 2005 | с  | Нові трюки                     | New Tricks                         | Кітті Кемпбелл         |
| 2005 | ф  | Бути Стенлі Кубриком           | Colour Me Kubrick                  | Мадам                  |
| 2009 | с  | Готель «Вавилон»               | Hotel Babylon                      | Констанц Евергрін      |

## Нагороди
- 1964 — Variety Club Award, спільно з Патріком Макні у категорії «Найкращі телеперсонажі року» в серіалі «Месники».
- 1965 — «Золотий Лавр», третє місце в категорії «Нові жіночі обличчя».
- 2002 — BAFTA, спеціальна премія (спільно з Діаною Рігг, Джоанною Ламлі та Ліндою Торсон) за серіал «Месники».